# Justin Robinson
Justin Robinson (St. Louis, 30 de março de 2002) é um velocista  norte-americano, campeão mundial no revezamento 4x400 m e no revezamento 4x400 metros misto em Budapeste 2023.